# Billy Hamilton (1866–1940)
William Robert Hamilton (ur. 16 lutego 1866, zm. 16 grudnia 1940) – amerykański baseballista, który występował na pozycji zapolowego.

## Życiorys
Zawodową karierę rozpoczął w 1887 w Waterbury Brass Citys, występującym w Eastern League. W następnym sezonie grał w Worcester Grays z New England League, a 31 lipca 1888 przeszedł do Kansas City Cowboys z American Association i tego samego dnia zadebiutował w Major League Baseball w meczu przeciwko Philadelphia Athletics. 7 stycznia 1890 jego kontrakt został wykupiony za 5000 dolarów przez Philadelphia Phillies. 31 sierpnia 1894 w meczu przeciwko Washington Senators wyrównał rekord należący do George'a Gore'a, kradnąc siedem baz. Ustanowił wówczas rekord, zaliczając przynajmniej jedno odbicie w 36 meczach z rzędu, który pobity został w 2005 przez Jimmy'ego Rollinsa.
W listopadzie 1895 został zawodnikiem Boston Beaneaters, z którym dwukrotnie, w 1897 i 1898, zdobył mistrzostwo National League. Po raz ostatni w MLB zagrał 16 września 1901. Podczas kariery w MLB zanotował cztery sezony, w których osiągnął pułap 100 skradzionych baz. W późniejszym okresie był między innymi grającym menadżerem i menadżerem klubów niższych lig oraz skautem w Boston Rustlers/Braves. W 1916 został właścicielem i menadżerem klubu Worcester Grays z New England League. W 1917 zrezygnował z funkcji prowadzenia zespołu i sprzedał jego udziały. W 1961 został uhonorowany członkostwem w Baseball Hall of Fame.

## Nagrody i wyróżnienia
| Nagroda/wyróżnienie   | Lata    | Źródło |
| Baseball Hall of Fame | od 1961 | [ 4 ]  |